# Заречье (Балакиревский сельсовет)
Заречье — упразднённая деревня в Александровском районе Владимирской области России.

## География
Находилось в северо-западной части области, в зоне хвойно-широколиственных лесов, на левом берегу реки Серой, при автодороге 17Н-100, на расстоянии примерно 13 километров (по прямой) к северо-северо-востоку от города Александрова, административного центра района.

### Климат
Климат характеризуется как умеренно континентальный, с умеренно тёплым летом, холодной зимой, короткой весной и облачной, часто дождливой осенью. Среднегодовая температура воздуха — +3,4 °C. Годовое количество атмосферных осадков — 549 миллиметров, из которых большая часть выпадает в тёплый период.

## История
Входила в состав Балакиревского сельсовета Александровского района (в период с 1941 до 1965 годы — в составе Струнинского района). Решением облисполкома № 441 от 21 апреля 1977 года объединена с селом Рюминское.